# Panaeshnida
Panaeshnida – takson ważek z podrzędu Epiprocta i infrarzędu różnoskrzydłych.
Takson ten wprowadzony został w 2001 roku przez Güntera Bechly’ego i współpracowników. Obejmuje wymarłą rodzinę Progobiaeshnidae i klad Aeshnida, a więc wszystkie Aeshnomorpha z wyjątkiem Austropetaliida. Jego autapomorfią jest dobrze wyodrębniony, niezygzakujący sektor radialny spłaszczony w obu parach skrzydeł. Z wyjątkiem większości Gomphaeschnidae charakterystyczny jest podział trójkątu dyskoidalnego na więcej niż dwie komórki oraz podział hypertriangulum przez kilka równoległych żyłek poprzecznych. Z wyjątkiem Gomphaeschnidae oraz rodzaju Brachytron skrzydła tych ważek cechuje ponadto przestrzeń submedialna między skrzyżowaniem żyłki kubitalnej tylnej a żyłką pseudoanalną podzielona przez co najmniej jedną dodatkową żyłkę poprzeczną kubito-analną.
Filogenetyczna systematyka Panaeshnida według pracy Bechly’ego z 2007 roku do rangi rodziny przedstawia się następująco:
- †Progobiaeshnidae
- Aeshnida
  - †Cymatophlebioidea
    - †Rudiaeschnidae
    - †Cymatophlebiidae

  - Paneuaeshnida
    - †Paracymatophlebiidae
    - Euaeshnida
      - †Eumorbaeschnidae
      - Neoaeshnida
        - Gomphaeschnidae
        - Aeshnodea
          - Allopetaliidae
          - Euaeshnodea
            - Brachytronidae
            - Aeshnoidea
              - Telephlebiidae
              - Aeshnidae – żagnicowate